# Capitular

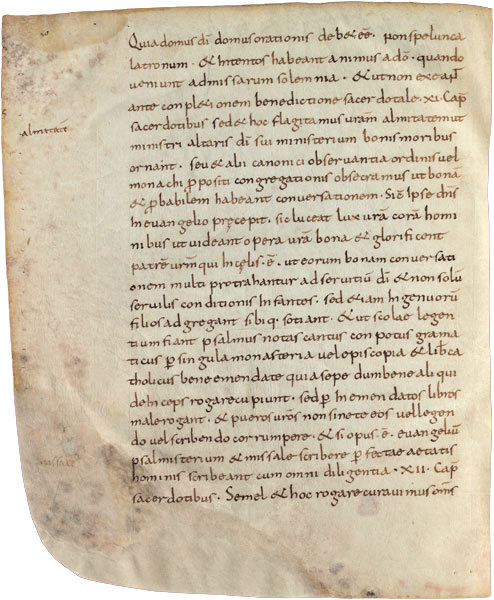
Ordenanza de Carlomagno Admonitio generalis (Exhortación general) Capitular promulgada por Carlomagno el 23 de marzo de 789, BnF.

La capitular (en castellano, capitulación o capitulaciones) es un acto legislativo de la época carolingia. Se encuentra dividido en pequeños capítulos denominados capitula. 
Estas leyes reanudaban las decisiones tomadas en el Campo de mayo, asamblea de hombres libres también llamada alegato.

## Cronología de las capitulares
Existe más de un centenar de capitulares, que forman una fuente importante sobre las instituciones del Imperio carolingio; algunas de las más importantes son: 
- Bajo Carlomagno(768/814)

- 782: Capitulaire De partibus Saxoniae

- 789: Admonitio generalis

- Vers 800:Capitulaire De Villis

- Bajo Carlos el Calvo (840/877)

- 843: Capitulaire de Coulaines

- 877: Capitulaire de Quierzy